# Autonome socialistische sovjetrepubliek

Wapen van de Sovjet-Unie

Een autonome socialistische sovjetrepubliek (afgekort ASSR) was een autonoom gebied binnen een socialistische sovjetrepubliek van de Sovjet-Unie. Deze had een hogere status dan de autonome oblast.
De autonome republieken droegen allen de naam van het volk of de volken waarvoor de deelrepubliek een zekere autonomie moest waarborgen. In de praktijk was er van die autonomie van etnische minderheden weinig sprake, temeer daar in de meeste gevallen het naamgevende volk in de betreffende autonome republiek niet de meerderheid van de bevolking vormde.
Bij het uiteenvallen van de Sovjet-Unie waren er 21 van dergelijke autonome republieken.

## Autonome republieken in de Sovjet-Unie
- Autonome republieken van Rusland:

1. Altaj
2. Basjkirostan
3. Boerjatië
4. Dagestan
5. Chakassië
6. Ingoesjetië
7. Jakoetië (Ook wel Republiek Sacha)
8. Kabardië-Balkarië
9. Kalmukkië
10. Karatsjaj-Tsjerkessië
11. Karelië
12. Komi
13. Mari El
14. Mordovië
15. Noord-Ossetië
16. Oedmoertië
17. Tatarije
18. Toeva
19. Tsjetsjenië
20. Tsjoevasjië

- Nachitsjevan, een exclave en autonome republiek van Azerbeidzjan.
- Georgië kent twee autonome republieken:
  - Abchazië, officieel autonoom, feitelijk afgescheiden en bezet door Rusland.
  - Adzjarië, autonome republiek (eerder als autonome republiek van de Georgische Sovjetrepubliek).
- Karakalpakië, de enige autonome republiek van Oezbekistan.
- De Krimrepubliek, een autonome republiek van Oekraïne (tot 1954 onderdeel van de Russische SFSR).
- Gorno-Badachsjan, een autonome republiek binnen Tadzjikistan.